# Piscina nell'harem
La Piscina nell'harem (in francese: Une piscine dans le harem; in russo Бассейн в гареме?, Bassejn v gareme) è un dipinto a olio su tela dell’artista francese Jean-Léon Gérôme, realizzato nel 1876 circa e attualmente conservato nel museo dell'Ermitage di San Pietroburgo.

## Storia

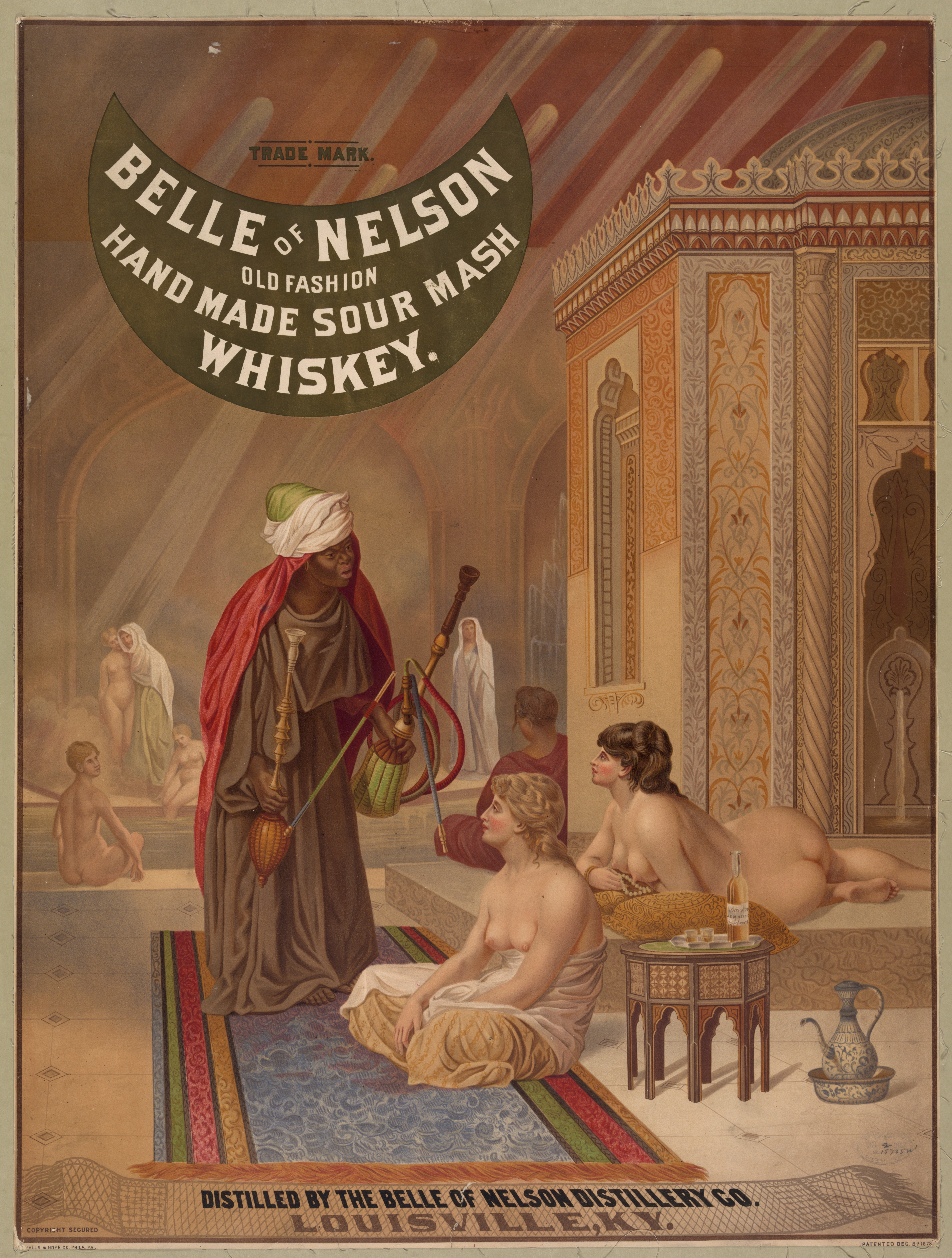
Una pubblicità statunitense del 1883 che riprende l'opera.

L'opera venne realizzata tra il 1875 e il 1876 su commissione del granduca russo Alessandro Aleksandrovič, il futuro imperatore di Russia Alessandro III, noto per la sua passione per le opere d'arte. Nel 1876 l'opera fu esposta al Salone di Parigi con il titolo Donne turche al bagno (Femmes turque au bain). La critica d'arte Lucy Hooper lo descrisse negativamente su The Art Journal con queste parole:
Nel 1878, il dipinto, con lo slogan in inglese "Good Old Handmade Whiskey with Sourdough" ("Buon vecchio guisco fatto a mano con lievito madre"), venne usato per una locandina della società di alcolici Belle of Nelson, che non trascurò l'uso di donne nude nella pubblicità, ricevendo delle critiche da parte dell'Unione di Temperanza delle Donne Cristiane. Nel 1885, l'imperatore Alessandro III acquistò da un altro Salone un altro dipinto di Gérôme sul tema delle terme, La grande piscina di Brussa, che nel 1918 venne trasferito al museo statale dell'Ermitage di Pietrogrado e nel 1930 venne venduto negli Stati Uniti. La Piscina nell'harem venne trasferita dal palazzo Aničkov al museo di Pietrogrado nel 1918.

### Furto

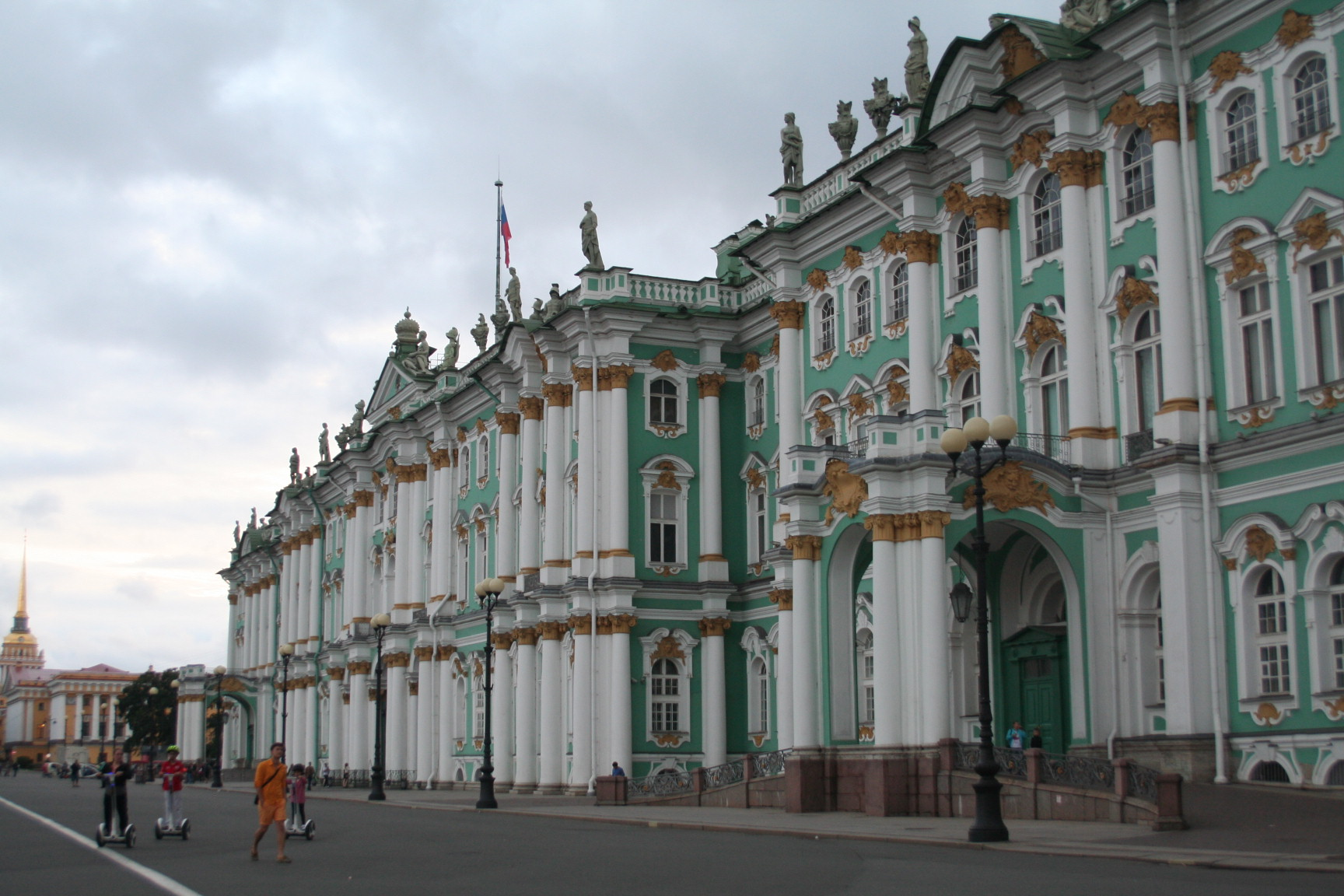
Il palazzo d'Inverno, sede del museo pietroburghese.

Il 22 marzo 2001, un criminale ignoto rubò il dipinto dalla sala numero 330 del Dipartimento di Pittura dell'Europa Occidentale in pieno giorno, perché l'opera non era ritenuta preziosa e non era collegata al sistema di allarme. Dopo che il curatore Aleksandr Babin si accorse della scomparsa della tela, la polizia arrivò al museo e il palazzo d'Inverno fu chiuso all'ingresso e all'uscita. Il direttore del museo, Michail Borisovič Piotrovskij, affermò che "si aveva a che fare con un maniaco in quanto la tela raffigurava delle donne nude" e che il mariuolo non sarebbe riuscito a rivendere il quadro a causa della sua fama. La ricerca durò cinque anni, ma non diede risultati, e il caso fu sospeso per "mancata identificazione della persona da portare come imputata". Gli autori del furto non furono mai trovati e allora il dipinto si riteneva perduto irrimediabilmente.
Il 20 dicembre 2006, nella sala di ricevimento del presidente del Partito Comunista della Federazione Russa, Gennadij Zjuganov, nell'edificio della Duma di stato a Mosca, ricevette una chiamata da una persona sconosciuta che voleva dare a Zjuganov una cosa molto preziosa, che non voleva rubare o rivendere, ma voleva "che venisse restituita al paese e al popolo". Un anonimo consegnò ad Aleksandr Dmitrievič Kulikov, un membro del Comitato Centrale del Partito Comunista della Federazione Russa che era sceso all'entrata del palazzo, una tela piegata in quattro, dapprima in una busta in cellofane e poi in una di carta. L'addetto alla stampa del partito comunista, Ekaterina Kibis, riconobbe il dipinto di Jean-Léon Gérôme rubato all'Ermitage nel 2001. Gli esperti di Rosochrankul'tura Viktor Petrakov e Aleksandr Podmazo, inviati da Zjuganov alla Duma, giunsero alla conclusione che il dipinto era autentico e lo portarono in un deposito speciale per un esame ulteriore. Il 27 dicembre, il dipinto fu restituito all'Ermitage per il restauro.

### Restauro

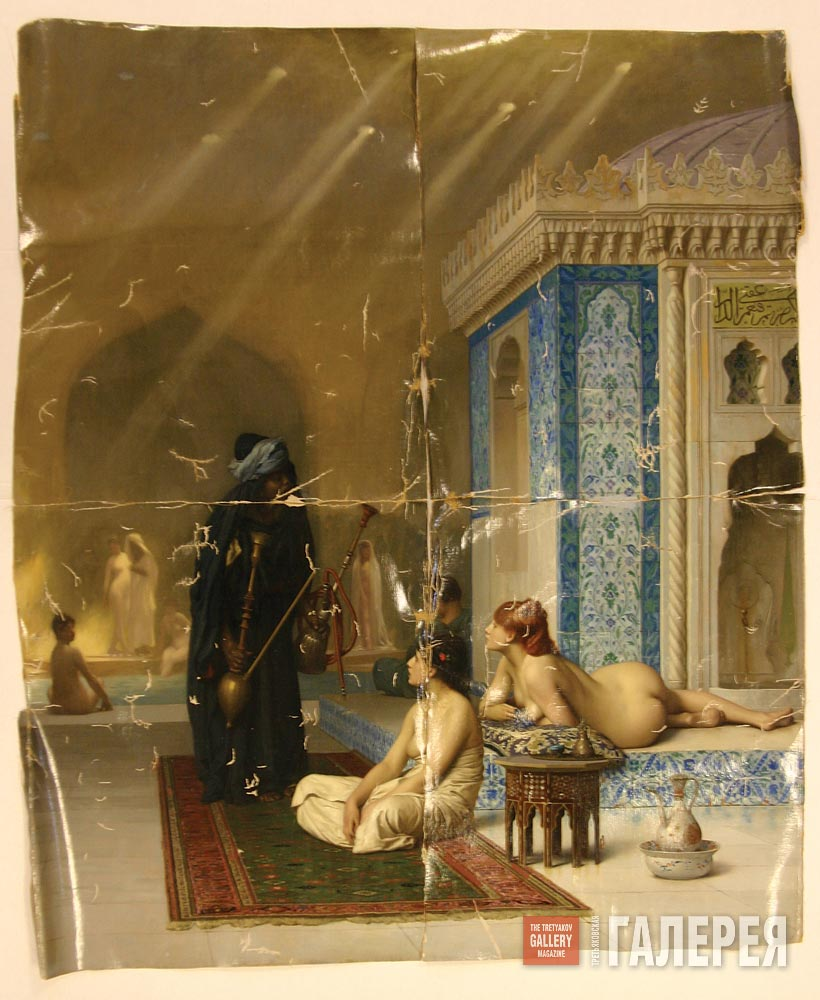
Il quadro prima del restauro.

Il 29 gennaio 2007, durante una riunione della conferenza internazionale dell'UNESCO per l'Europa centrale e orientale all'Ermitage, alla presenza della governatrice di San Pietroburgo, Valentina Ivanovna Matvienko, e del capo della Rosochrankul'tura, Boris Antonovič Bojarskov, il quadro venne consegnato cerimonialmente in una tavoletta chiusa al direttore Michail Borisovič Piotrovskij. La divisione dell'opera in quattro parti aveva comportato un segno a forma di croce lungo le linee di piegatura, connesse tra loro solo da dei fili fragili e separati. C'erano delle pieghe e delle deformazioni dello strato pittorico lungo la sua superficie. Il restauro complesso durò dal febbraio del 2007 al novembre del 2009 e venne gestito dalle artiste-restauratrici Tat'jana Alëšina e Marija Šulepova, che in precedenza aveva restaurato il dipinto rembrantesco Danae. Le quattro parti furono riattaccate e lo strato di vernice incrinato sulle pieghe venne ripristinato. Il quadro tornò ad essere esposto nel museo il 1 novembre 2011, in occasione di una mostra sulle opere di Gérôme presenti nelle sue collezioni. Vennero installati un vetro protettivo e un sistema d'allarme. 

## Descrizione
Al centro del bagno turco, illuminato da dei buchi nel tetto, una serva dalla pelle scura offre un narghilè a due donne bianche. Una di loro, dai capelli neri, è seduta a gambe incrociate su un tappeto accanto a un tavolo per la toeletta, mentre l'altra, dai capelli rossi, è sdraiata sul gradino di marmo, liscio come uno specchio. In fondo alla sala sono presenti molte altre donne nude, in piedi o sedute vicino alla vasca, davanti a due nicchie. In primo piano si trova un padiglione decorato con delle piastrelle floreali e delle scritte in arabo. Queste donne sono delle odalische, le concubine del sultano, raffigurate con delle pose poco voluttuose, con pochi vestiti addosso o neanche uno, avvolte in una nebbia leggera da bagno e in mezzo a oggetti eleganti e interni intarsiati: tutto ciò crea un'atmosfera orientale nella mente dello spettatore.
Questa piscina si trova in un harem (in italiano storico anche "aremme"), che deriva dal termine arabo ḥarām, ossia "proibito", e indicava la parte della casa destinata alle donne. Questo serraglio era rifornito spesso dalle prigioniere catturate nelle campagne militari o acquistate nei mercati degli schiavi. Dato che gli artisti occidentali, Gérôme incluso, erano abituati alla cultura europea, nella quale la rappresentazione magistrale della nudità nell'arte era considerata normale, questi prestarono molta attenzione al trasferimento della bellezza del corpo umano e interpretarono male, secondo i teologi islamici, le tradizioni musulmane. C'era comunque qualche fondo di verità nei quadri di Gérôme.

## Studio

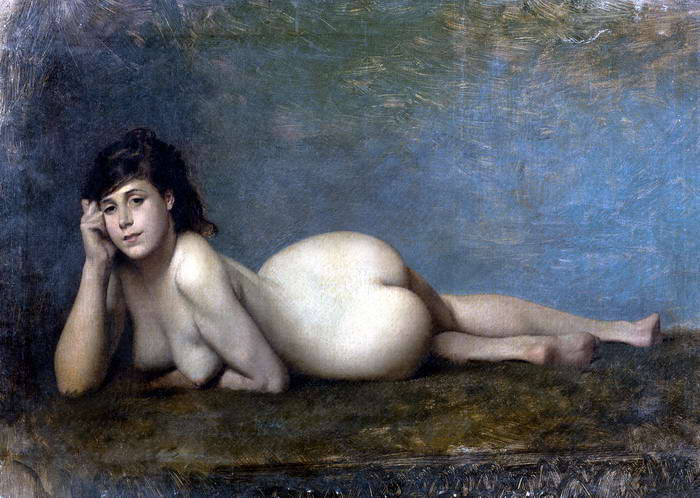
Uno studio che ritrae la modella di nudo Emma Dupont.

Esiste uno studio di nudo di quest'opera che rappresenta una delle modelle preferite dell'artista, Emma Dupont, in posa per la bagnante dai capelli rossi. In questo studio Dupont è sdraiata su una superficie piatta e piana, davanti a uno sfondo semplice e astratto. La posa assunta dalla modella è tale da mostrare sia i seni che i glutei. Ella guarda direttamente negli occhi lo spettatori e sorride leggermente. Al contrario degli altri studi per le opere di Gérôme, questo ha una storia particolare, in quanto venne donato alla famiglia di Emma Dupont stessa e vi rimase fino a quando non venne messo all'asta.